# Aspö församling, Strängnäs stift
Aspö församling var en församling i Strängnäs stift och i Strängnäs kommun i Södermanlands län. Församlingen uppgick 2002 i Strängnäs domkyrkoförsamling med Aspö.

## Administrativ historik
Aspö församling har medeltida ursprung och utgjorde till 1962 ett eget pastorat. Församlingen var från 1962 till 2002 annexförsamling i pastoratet Strängnäs domkyrkoförsamling (före 1966 Strängnäs stadsförsamling och Strängnäs landsförsamling) och Aspö. Församlingen uppgick 2002 i Strängnäs domkyrkoförsamling med Aspö.

## Kyrkor
- Aspö kyrka